# Leichtathletik-Halleneuropameisterschaften 2021/Teilnehmer (Portugal)
| Gelbes Symbol für Goldmedaillen mit stilisierten Olympischen Ringen | Graues Symbol für Silbermedaillen mit stilisierten Olympischen Ringen | Braundes Symbol für Bronzemedaillen mit stilisierten Olympischen Ringen |
| ------------------------------------------------------------------- | --------------------------------------------------------------------- | ----------------------------------------------------------------------- |
| 3                                                                   | —                                                                     | —                                                                       |

Aus Portugal starteten sieben Athletinnen und neun Athleten bei den Leichtathletik-Halleneuropameisterschaften 2021 in Toruń, die drei Goldmedaillen errangen und zwei Landesrekorde aufstellten.
Der Portugiesische Leichtathletikverband (FPA) gab Ende Februar 2021 die Namen von 18 Nominierten bekannt und merkte an, dass sich diese Auswahl noch ändern könne, da die Teilnahme des Sprinters Ancuian Lopes von medizinischen Erwägungen und die von Dreispringerin Patrícia Mamona sowie der Weit- und Dreispringerin Evelise Veiga von Sonderregelungen des Europäischen Leichtathletikverbandes (EAA) abhänge. Da Lopes und Veiga nicht teilnahmen, schrumpfte die Delegation auf 16 Personen. Mamona konnte teilnehmen und stellte nicht nur einen neuen Landesrekord in der Halle auf, sondern holte zudem Gold.

## Ergebnisse

### Frauen

#### Laufdisziplinen
| Athletin          | Disziplin | Vorlauf        | Vorlauf | Halbfinale         | Halbfinale         | Finale             | Finale             |
| Athletin          | Disziplin | Zeit           | Platz   | Zeit               | Platz              | Zeit               | Platz              |
| ----------------- | --------- | -------------- | ------- | ------------------ | ------------------ | ------------------ | ------------------ |
| Lorène Bazolo     | 60 m      | 7,40 s         | 28      | nicht qualifiziert | nicht qualifiziert | nicht qualifiziert | nicht qualifiziert |
| Rosalina Santos   | 60 m      | 7,38 s         | 25      | 7,38 s             | 21                 | nicht qualifiziert | nicht qualifiziert |
| Cátia Azevedo     | 400 m     | 53,28 s SB     | 24      | nicht qualifiziert | nicht qualifiziert | nicht qualifiziert | nicht qualifiziert |
| Marta Pen Freitas | 1500 m    | 4:12,95 min    | 13      | –––                | –––                | nicht qualifiziert | nicht qualifiziert |
| Mariana Machado   | 3000 m    | 8:59,39 min PB | 12      | –––                | –––                | 9:19,61 min        | 11                 |

#### Sprung/Wurf
| Athletin        | Disziplin   | Qualifikation | Qualifikation | Finale  | Finale |
| Athletin        | Disziplin   | Weite         | Platz         | Weite   | Platz  |
| --------------- | ----------- | ------------- | ------------- | ------- | ------ |
| Patrícia Mamona | Dreisprung  | 14,43 m SB    | 1             | 14,53 m | Gold   |
| Auriol Dongmo   | Kugelstoßen | 18,55 m       | 4             | 19,34 m | Gold   |

### Männer

#### Laufdisziplinen
| Athlet             | Disziplin | Vorlauf        | Vorlauf | Halbfinale         | Halbfinale         | Finale             | Finale             |
| Athlet             | Disziplin | Zeit           | Platz   | Zeit               | Platz              | Zeit               | Platz              |
| ------------------ | --------- | -------------- | ------- | ------------------ | ------------------ | ------------------ | ------------------ |
| Carlos Nascimento  | 60 m      | 6,68 s         | 14      | 6,62 s PB          | 7                  | 6,65 s             | 5                  |
| Ricardo dos Santos | 400 m     | 48,06 s        | 41      | nicht qualifiziert | nicht qualifiziert | nicht qualifiziert | nicht qualifiziert |
| Mauro Pereira      | 400 m     | 47,69 s        | 32      | nicht qualifiziert | nicht qualifiziert | nicht qualifiziert | nicht qualifiziert |
| Isaac Nader        | 1500 m    | 3:44,15 min    | 34      | –––                | –––                | nicht qualifiziert | nicht qualifiziert |
| Nuno Pereira       | 1500 m    | 3:42,38 min    | 28      | –––                | –––                | nicht qualifiziert | nicht qualifiziert |
| José Carlos Pinto  | 1500 m    | 3:56,44 min    | 49      | –––                | –––                | nicht qualifiziert | nicht qualifiziert |
| Samuel Barata      | 3000 m    | 7:53,39 min PB | 13      | –––                | –––                | nicht qualifiziert | nicht qualifiziert |
| Isaac Nader        | 3000 m    | 7:58,10 min    | 22      | –––                | –––                | nicht qualifiziert | nicht qualifiziert |

#### Sprung/Wurf
| Athlet               | Disziplin   | Qualifikation | Qualifikation | Finale  | Finale |
| Athlet               | Disziplin   | Weite         | Platz         | Weite   | Platz  |
| -------------------- | ----------- | ------------- | ------------- | ------- | ------ |
| Pedro Pablo Pichardo | Dreisprung  | 17,03 m       | 1             | 17,30 m | Gold   |
| Francisco Belo       | Kugelstoßen | 21,04 m PB    | 1             | 21,28 m | 4      |